# Potere legislativo in Minnesota

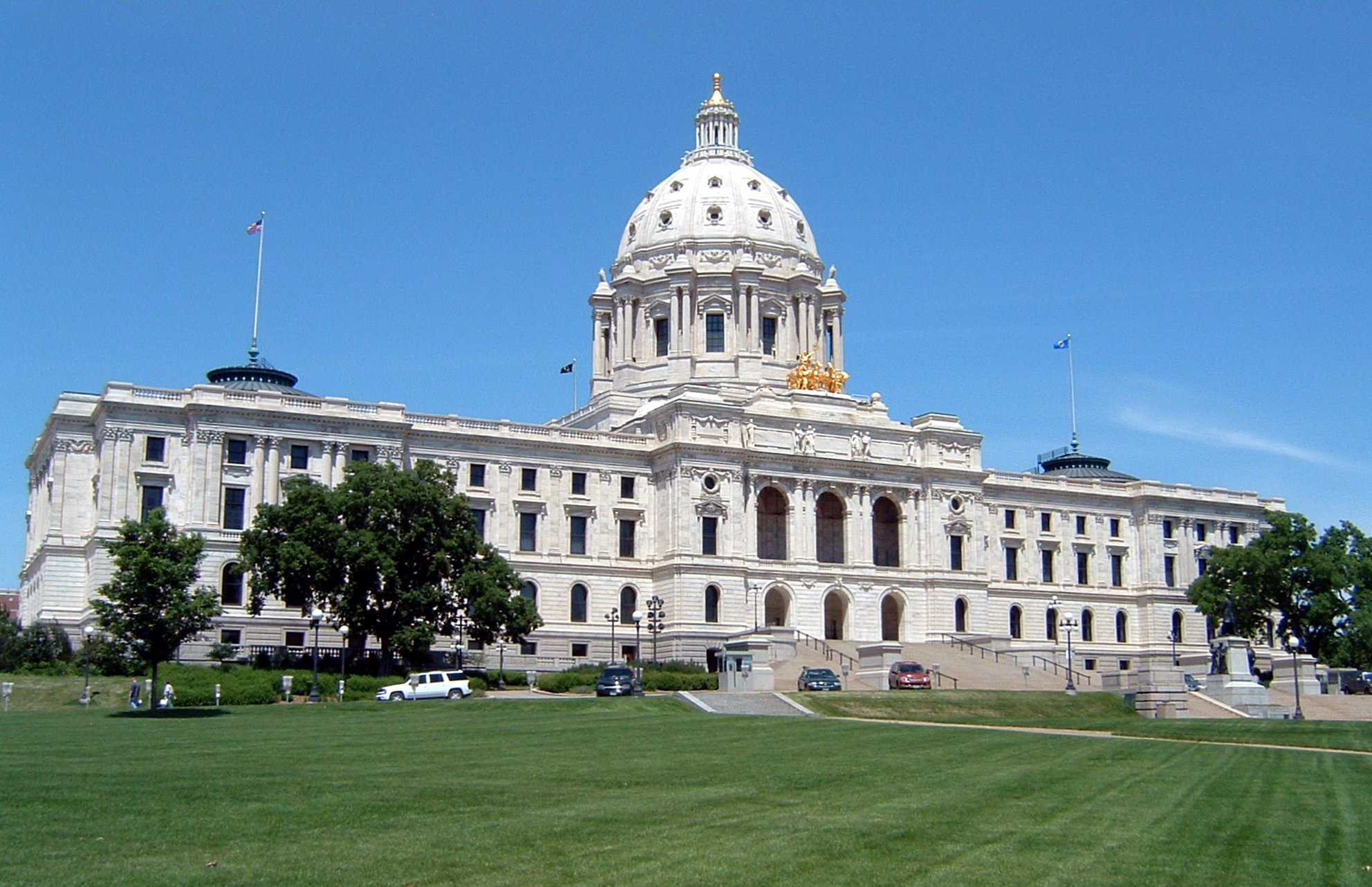
Il Campidoglio del Minnesota, sede del Parlamento

Il potere legislativo in Minnesota è tenuto dal parlamento dello Stato che è di tipo bicamerale. Il parlamento è situato nel Campidoglio del Minnesota a Saint Paul e si compone di due camere: quella bassa, la Camera dei rappresentanti e quella alta, il Senato. La Camera è formata da 134 rappresentanti mentre il Senato ha 67 senatori.
All'inizio, quando il Minnesota divenne uno Stato statunitense, la legislatura aveva il controllo diretto di tutte le carte delle città che fissavano le basi per i governi nei comuni di tutto lo stato. Nel primo periodo, molte leggi furono scritte per determinate città. Questa pratica venne messa fuori legge nel 1881 anche se alcuni tentativi venivano ancora fatti. La Costituzione fu modificata nel 1896 per dare alle città il pieno controllo sui propri statuti.
Nel 1913, i legislatori del Minnesota incominciarono ad essere eletti in scrutini non-partisan, cioè senza nessuna appartenenza politica. Questo fu un incidente storico che si verificò quando un disegno di legge, il quale prevedeva che le elezioni dei giudici e degli ufficiali delle città e delle contee dovevano essere non-partisan, fu modificato per includere anche la Legislatura. I legislatori così furono divisi in "liberali" e "conservatori", più o meno equivalenti al Partito Democratico-Contadino-Laburista del Minnesota e al Partito Repubblicano. Nel 1974, i membri della Camera tornarono ad avere l'appartenenza politica, lo stesso accadde per i senatori nel 1976.
Nel 1984, la legislatura ordinò che tutti i pronomi di genere venissero rimossi dalle leggi dello Stato. Dopo due anni di lavoro, le leggi furono riscritte e adottate. Solo 301 dei 20.000 pronomi erano al femminile. "His" fu modificato 10.000 volte mentre "He" fu cambiato 6.000 volte.
I finanziamenti della legislatura vengono usati anche per l'Università del Minnesota e per Minnesota State Colleges and Universities System (MnSCU).
L'ex governatore Jesse Ventura, quando era in carica, sostenne l'idea di far diventare la legislatura un sistema unicamerale ma questo non ottenne un ampio sostegno.
Quando il parlamento è in sessione viene mandato in onda in TV dal canale 17 del KTCI.